# Bahia (libro)
Bahia (titolo originale: Bahia de Todos-os-santos: guia de ruas e mistérios de Salvador) è un libro scritto dallo scrittore brasiliano Jorge Amado, pubblicato in lingua portoghese nel 1945. La prima edizione italiana, edita da Garzanti, risale al 1992. 
Il libro è una guida per la città di Salvador in Brasile, conosciuta anche con il nome completo di São Salvador da Bahia de Todos os Santos. L'autore descrive sia i quartieri poveri sia quelli ricchi, ma anche le spiagge della città, i costumi della popolazione afro-brasiliana e i loro rituali, come la macumba e il candomblé, e la venerazione di Iemanjá. Il libro fu pubblicato la prima volta nel 1945 ma è stato rivisto in varie edizioni per riflettere i molti cambiamenti al sistema urbano. È lontano dall'essere una normale guida turistica, essendo stato descritto come "un'enciclopedia di cosa significa essere baiano" e un "inno di preghiera alla città di Bahia". Al tempo stesso, non fallisce parlando della povertà cronica della città. Amado a tratti utilizza la tecnica di rivolgersi a una lettrice immaginaria, tecnica che si trova anche nelle sue due biografie, ABC de Castro Alves (su Antônio de Castro Alves) e O Cavaleiro da Esperança (su Luís Carlos Prestes).

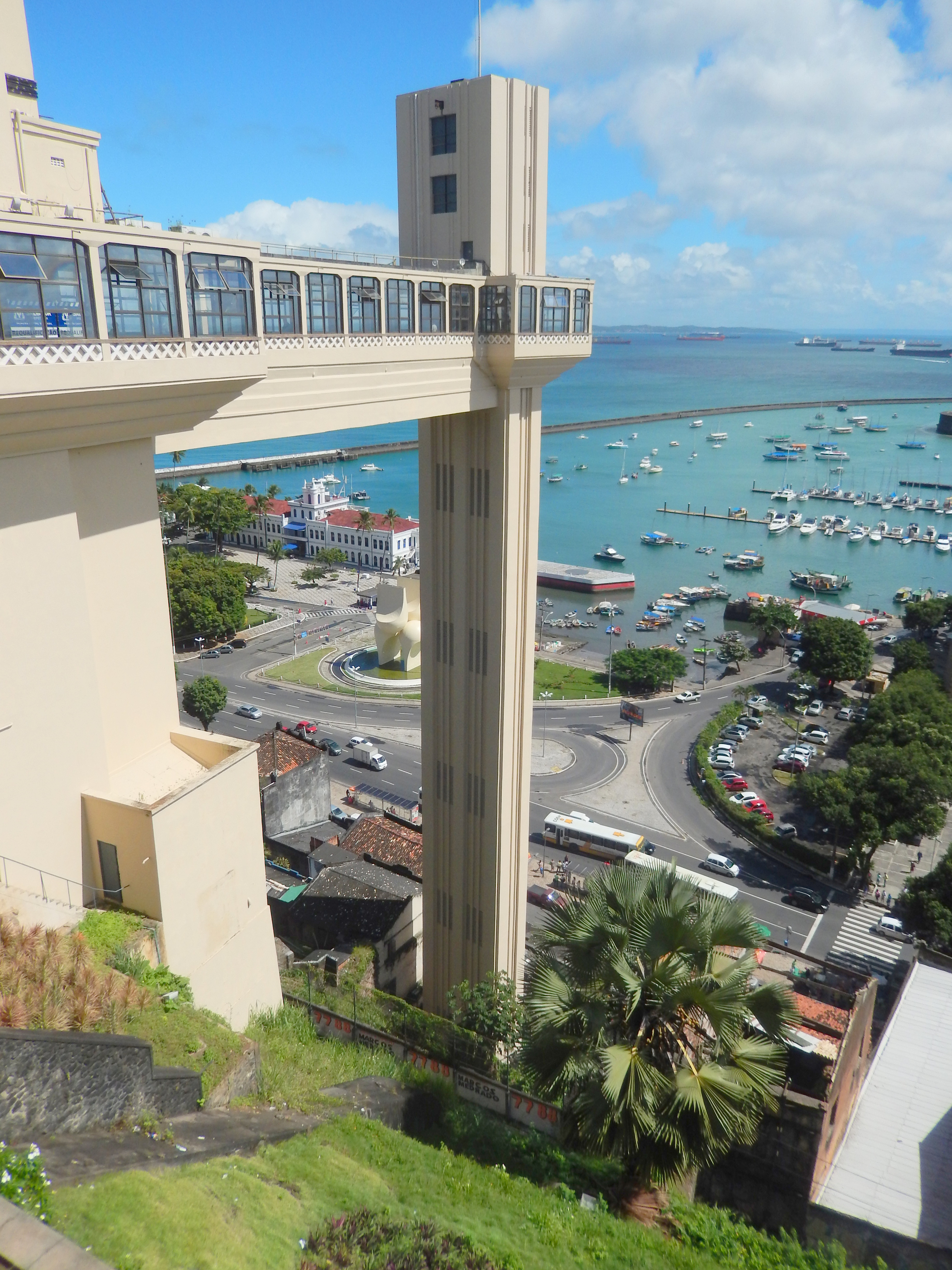
L'Elevador Lacerda a Salvador, presente in città dal 1873